# ゼイナ・シャバン
ゼイナ・シャバン(Zeina Shaban、アラビア語: زينة شعبان、1988年5月12日 – )は、ヨルダンのアンマン出身の女子卓球選手。2009年1月の時点での世界ランクは283位で、自己最高ランクは2005年3月の269位
5歳のころより体操を始めたが、7歳の時に父とした卓球をきっかけに卓球の魅力に取りつかれ、1996年のアトランタオリンピックで卓球中国代表の鄧亞萍と出会い、本格的な卓球選手としての活動を開始した。2003年には若くしてヨルダンの最優秀スポーツ選手に選ばれ、2004年にはアテネオリンピックにも出場し、女子シングルスで1回戦でホンジュラスのイザワ・メディナに4-3で勝利したが、2回戦でルーマニアのアドリアナ・ザムフィルに4-1で敗れた。2008年にも北京オリンピックに出場し、開会式ではヨルダン選手団の旗手を務めて、その美貌からネット上などで話題になった。競技では女子シングルスに出場し、1回戦でチェコのダナ・ハダコワに4-0で敗れている。
シャバンはロンドン大学ロイヤル・ホロウェイで経済学を専攻し、経営学の卒業生でもある。2011年7月22日、ラーシド・ビン・アル＝ハサン王子（ヨルダン国王フセイン1世の甥。現国王アブドゥッラー2世のいとこ）と結婚。2子をもうけている。
2020年現在、ヨルダンオリンピック委員会の理事会メンバーとして活躍しており、ITTFの財団理事に就任した。